# 重复独立发现发明列表
历史学及社会学上对于科学界「重复独立发现发明」的现象各有评论。罗伯特·金·莫顿将「重复发现」定义为各自独立开展研究的科学家得出相似的发现的情况。「有些发现是同时的，或者几乎同时的；而有些科学家得出的新发现早在几年前就有人在他不知情的情况下捷足先登。」
重复独立发现发明最常见的例子是微积分、氧气和进化论的发现及发明。微积分于17世纪由牛顿、莱布尼茨等人各自独立发明；氧气于18世纪由舍勒、普里斯特里、拉瓦锡各自独立发现；进化论则是于19世纪，由达尔文和华莱士分别独立提出。
然而，重复独立发现发明并非只限于科学研究的巨头之间。莫顿认为科学发现的常态应该是由多人独立发现，而不是由一个个人或团体独一无二地发现。
莫顿还对比了「重复发现」与「独特发现」，「独特发现」是指单一的一位科学家或一组合作的科学家得出的发现。

## 13世纪

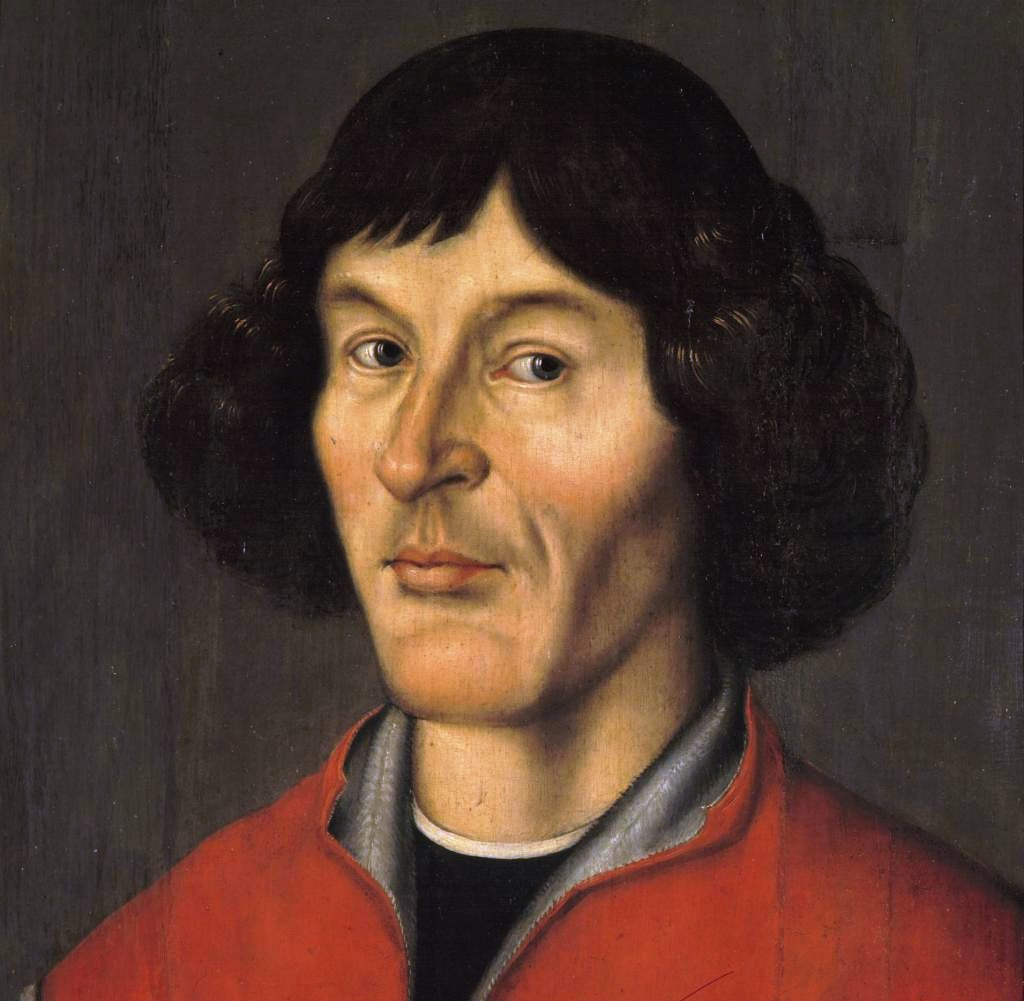
哥白尼

- 肺循环的运作方式 – 伊本·纳菲斯（英语：Ibn al-Nafis）（1242年于埃及）；塞尔韦特（1553年）；哈维（1616年）

## 14世纪
- 格雷欣法则（哥白尼法则、劣币驱逐良币） – 尼克尔·奥里斯姆（约1370年）；哥白尼（1519年）[6] 托马斯·格雷沙姆（16世纪）；亨利·邓宁·麦克劳德（英语：Henry Dunning Macleod）（1857年）

## 16世纪

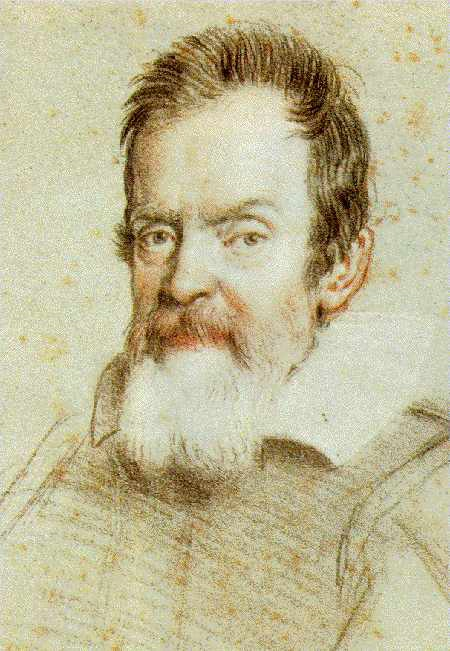
伽利略

- 轻重两铁球同时落地 – 伽利略；西蒙·斯蒂文（反驳亚里士多德）
- 流体静力学悖论（英语：Hydrostatic paradox） – 伽利略（约1610年）；西蒙·斯蒂文（约1585年）
- 三次方程的一种解法 – 希皮奥内·德尔·费罗（1520年）；尼科洛·塔尔塔利亚（1535年）

## 17世纪

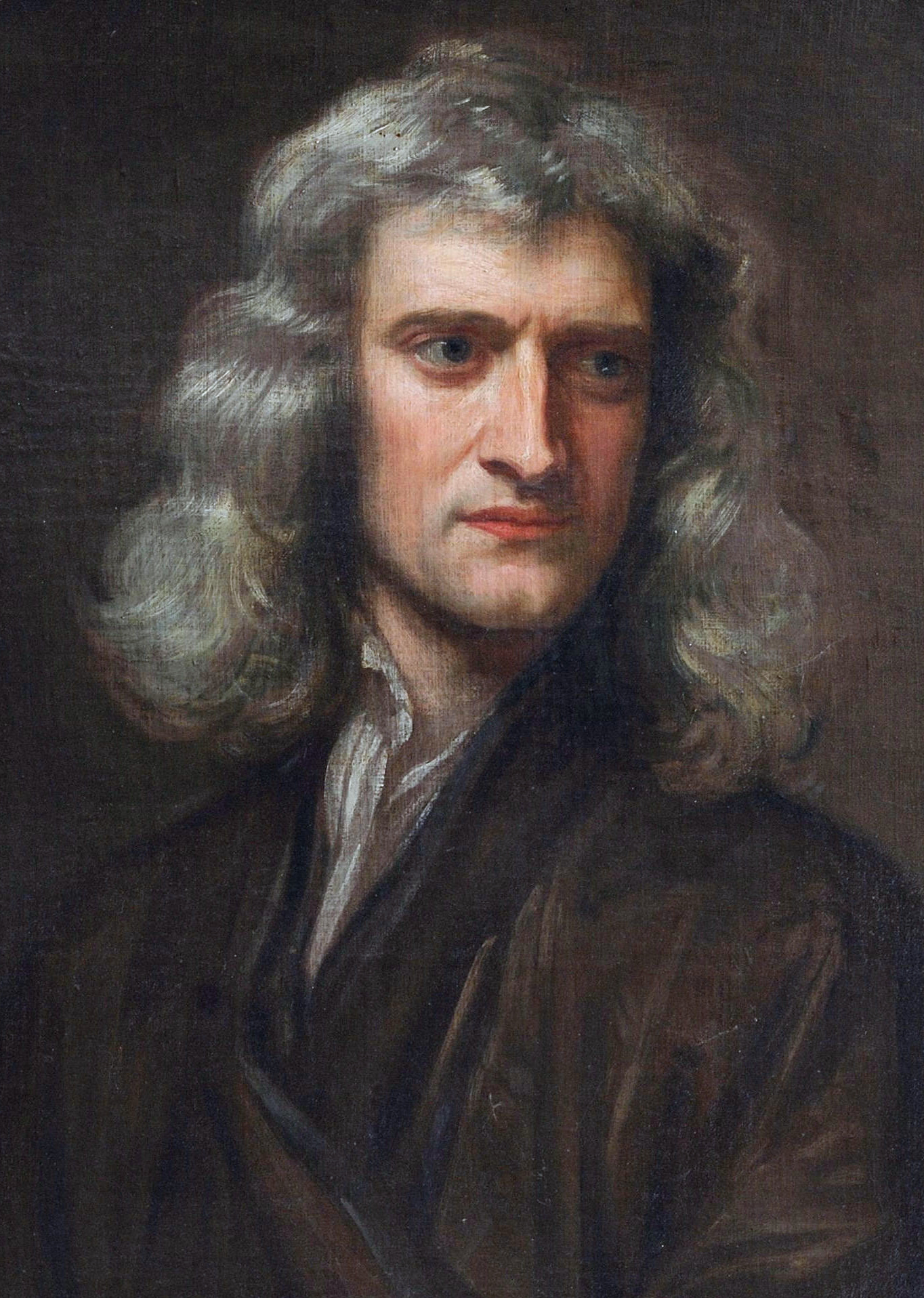
牛顿

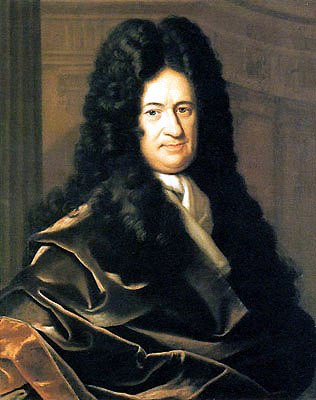
莱布尼茨

- 太阳黑子 – 托马斯·哈里奥特（英格兰，1610年）；约翰内斯·法布里奇乌斯（英语：Johannes Fabricius）、大卫·法布里奇乌斯（弗里西亚，1611年）；伽利略（意大利，1612年）；克里斯托夫·赛因那（英语：Christoph Scheiner）（德国，1612年）
- 对数 – 约翰·奈普尔（苏格兰，1614年）；约斯特·伯基（瑞士，1618年）
- 解析几何 – 笛卡儿；费马
- 点数分配问题由费马（法国，1654年）、帕斯卡（法国，1654年）两人，及克里斯蒂安·惠更斯（荷兰，1657年）分别独立解决
- 行列式 – 莱布尼茨；关孝和
- 微积分 – 牛顿；莱布尼茨；费马；等人[7]
- 玻意耳定律（玻意耳-马略特定律）是气体定律之一，也是理想气体定律推导的理论基础。理想气体定律指出，在一个封闭系统中，如果温度恒定，则压强和体积的乘积保持不变。此定律得名于化学家及物理学家玻意耳，他于1662年首次发表此定律。法国物理学家埃德姆·马略特于1676年也独立发现了此定律。
- 牛顿法（牛顿-拉弗森方法） – 约瑟夫·拉弗森（1690年）；牛顿（1671年完成，1736年发表）
- 最速降线问题由约翰·伯努利、雅各布·伯努利、牛顿、莱布尼茨、洛必达及埃伦弗里德·瓦尔特·冯·切恩豪斯解决。此问题于1696年由约翰·伯努利提出，解法于翌年发表。

## 18世纪
- 铂 – 安东尼奥·乌略亚；查尔斯·伍德（英语：Charles Wood (scientist)）（均1740年代）
- 莱顿瓶 – 克拉斯特主教（1745年）；彼得·范·穆森布鲁克（英语：Pieter van Musschenbroek）（1745-1746年）
- 避雷针 – 富兰克林（1749年）；布洛果普·迪维什（英语：Prokop Diviš）（1754年）
- 氧气 – 舍勒（乌普萨拉，1773年）；约瑟夫·普利斯特里（威尔特郡，1774年）。英文中「oxygen」（氧气）一词由拉瓦锡（1777年）提出。
- 黑洞理论 – 约翰·米歇尔在一份1783年的《自然科学会报》中写道：「如有一密度与太阳相同，半径为太阳500倍的球体，并假设光同其他物体一样会被正比于其质量的力所吸引，那么所有由此天体放射出的光都会被其自身的引力吸引回来。」[8][9]数年后，皮埃尔-西蒙·拉普拉斯独立地提出了相似的观点。[10]

## 19世纪

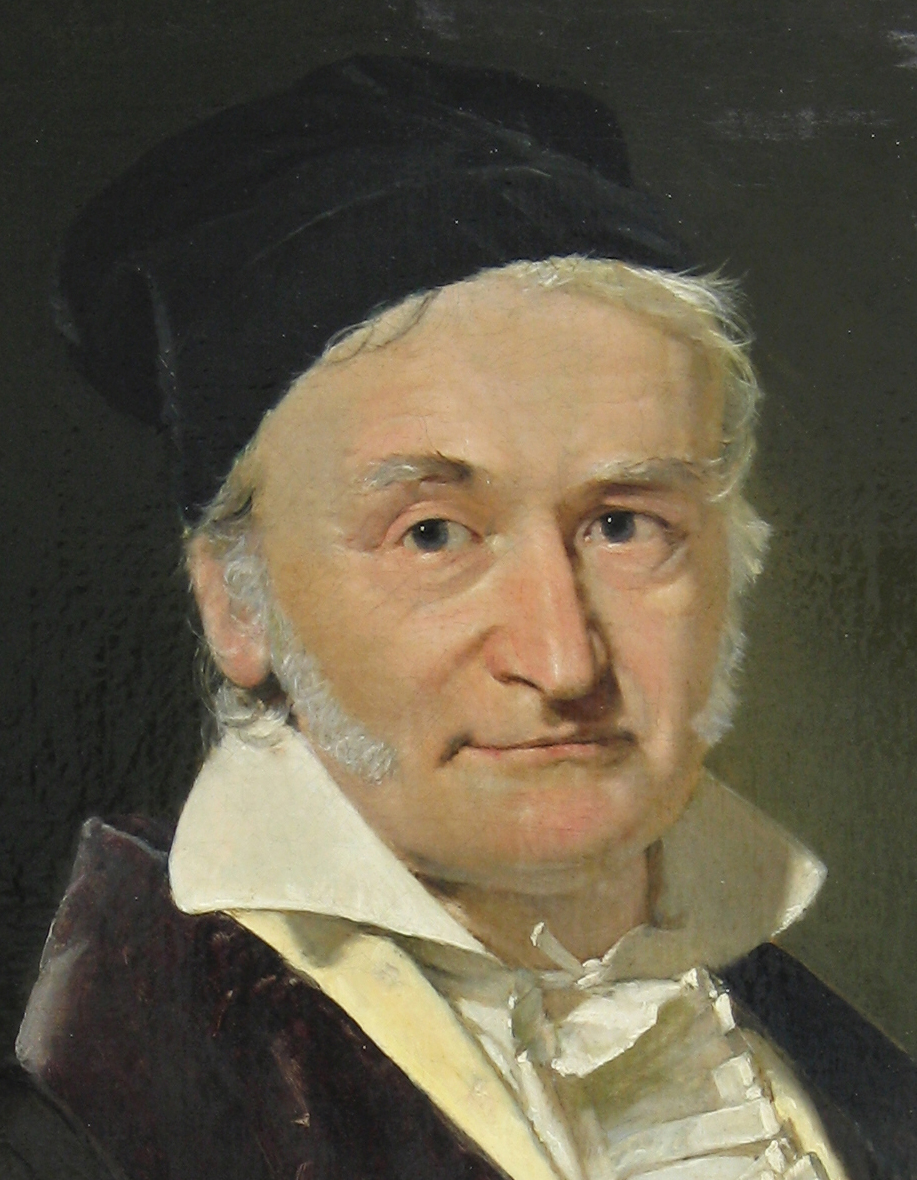
高斯

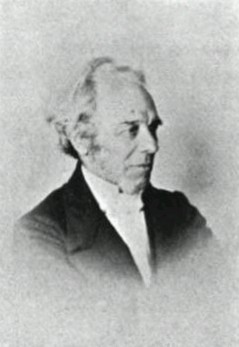
法拉第

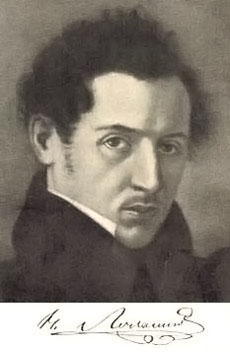
罗巴切夫斯基

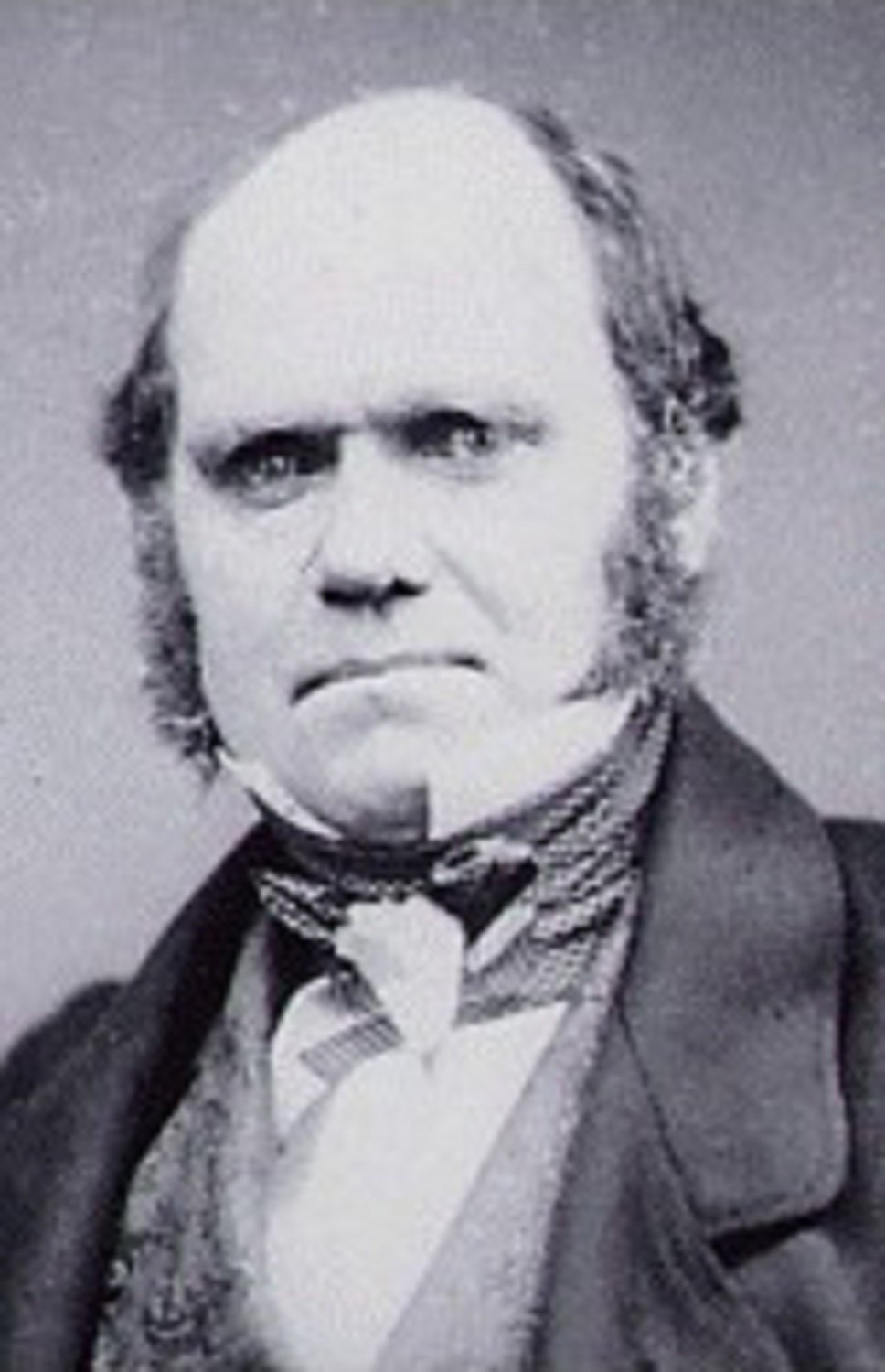
达尔文

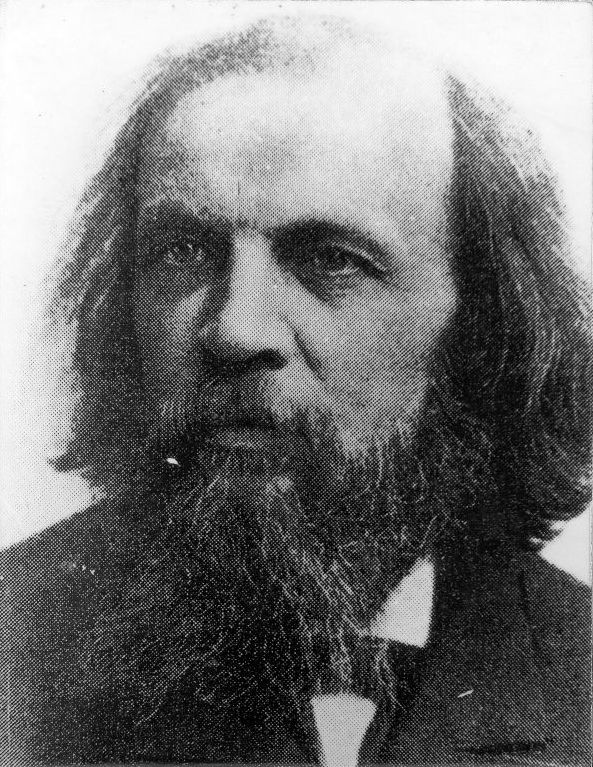
门捷列夫

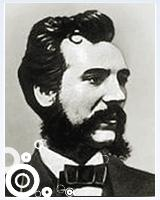
贝尔

- 离散傅里叶变换的一种高效算法 – 高斯（1805年完成，1866年发表）[11]；詹姆斯·库利、约翰·图基（1965年）[12]
- 复平面 – 卡斯帕尔·韦塞尔（1799年）；让-罗贝尔·阿尔冈（1806年）；约翰·沃伦（英语：John Warren）（1828年）；高斯（1831年）[13]
- 镉 – 弗里德里希·斯特隆美尔（英语：Friedrich Strohmeyer）；卡尔·萨缪尔·勒伯莱希特·赫尔曼（英语：Karl Samuel Leberecht Hermann）（均1817年）
- 格罗特斯-德雷珀定律（光化学第一定律）（英语：Photoelectrochemical processes#Grotthuss–Draper law） – 西奥多·格罗特斯于1817年首次提出。其后约翰·威廉·德雷珀（英语：John William Draper）于1842年再次独立提出。此定律指出，只有被一个系统所吸收的光才能产生光化学变化。
- 铍 – 弗里德里希·维勒；毕于西（英语：Antoine Bussy）（1828年）
- 电磁感应 – 法拉第（英格兰，1831年）；约瑟·亨利（美国，几乎同时）[14]
- 氯仿 – 萨缪尔·格思里（英语：Samuel Guthrie (United States physician)）（美国，1831年7月）；叔本兰（英语：Eugène Soubeiran）（法国，数月后）；尤斯图斯·冯·李比希（德国）。他们均使用了卤仿反应的变体。
- 非欧几里得几何（双曲几何） – 罗巴切夫斯基（1830年）；鲍耶·亚诺什（1832年）；此前有高斯发现（未发表，约1805年）
- 当德兰-格拉夫方法（罗巴切夫斯基方法） – 当德兰（英语：Germinal Pierre Dandelin）；格拉夫；罗巴切夫斯基，是求解多项式重根的一种算法
- 电报 – 查尔斯·惠斯通（英格兰，1837年）；摩尔斯（美国，1837年）
- 热力学第一定律 – 杰迈因·亨利·盖斯；尤利乌斯·冯·迈尔；焦耳；等人。此定律指出，能量和物质是守恒的，但后来在亚原子领域，此定律被打破。
- 天王星外仍有一颗行星 – 于尔班·勒威耶；约翰·柯西·亚当斯（均1846年）。由此，海王星在预测的时刻及位置被发现。
- 贝塞麦转炉炼钢法 – 威廉·凯利（英语：William Kelly (inventor)）（美国，1851年）；亨利·贝塞麦（英国，1855年），是工业上的一种使用氧化反应提炼钢的方法
- 莫比乌斯带 – 莫比乌斯（德国，1858年）；利斯廷（德国，1858年）
- 自然选择学说为基础的进化论 – 达尔文（约1840年发现）；华莱士（约1857-1858年发现）。两人于1859年共同发表此发现。
- 斯威夫特－塔特尔彗星 – 路易斯·斯威夫特（1862年7月16日）；贺拉斯·帕内尔·塔特尔（1862年7月19日）。1992年该彗星重返地球时被日本天文学家木内鶴彦再次发现。
- 氦 – 皮埃尔·让森；约瑟夫·诺曼·洛克耶（均1868年）[15]
- 元素周期表 – 门捷列夫（1869年）；尤利乌斯·洛塔尔·迈耶尔（1870年）
- 精入卵及精卵细胞核的融合 – 奥斯卡·赫特维希（英语：Oskar Hertwig）；赫尔曼·弗尔（英语：Hermann Fol）（均1876年）
- 电话 – 以利沙·格雷；贝尔（均1876年）
- 留声机 – 查尔斯·克罗（1877年）；爱迪生（1878年）
- 霍尔－埃鲁法 – 查尔斯·马丁·霍尔（美国，1886年）；保罗·埃鲁（法国，1886年），[16]是生产铝的一种低成本方法
- 素数定理的两种数学证明 – 雅克·阿达马；夏尔-让·德拉瓦莱·普桑（均1896年）
- 放射性 – 亨利·贝可勒尔；西拉·汤普森（英语：Silvanus Thompson）（均1896年）[17]
- 钍的放射性 – 格哈德·卡尔·施密特（英语：Gerhard Carl Schmidt）；玛丽·居里（均1898年）[18]
- 音变定律（福尔图纳托夫-索绪尔定律）（英语：Sound law） – 菲利普·费奥多罗维奇·福尔图纳托夫（英语：Filip Fyodorovich Fortunatov）；弗迪南·德·索绪尔[19]

## 20世纪

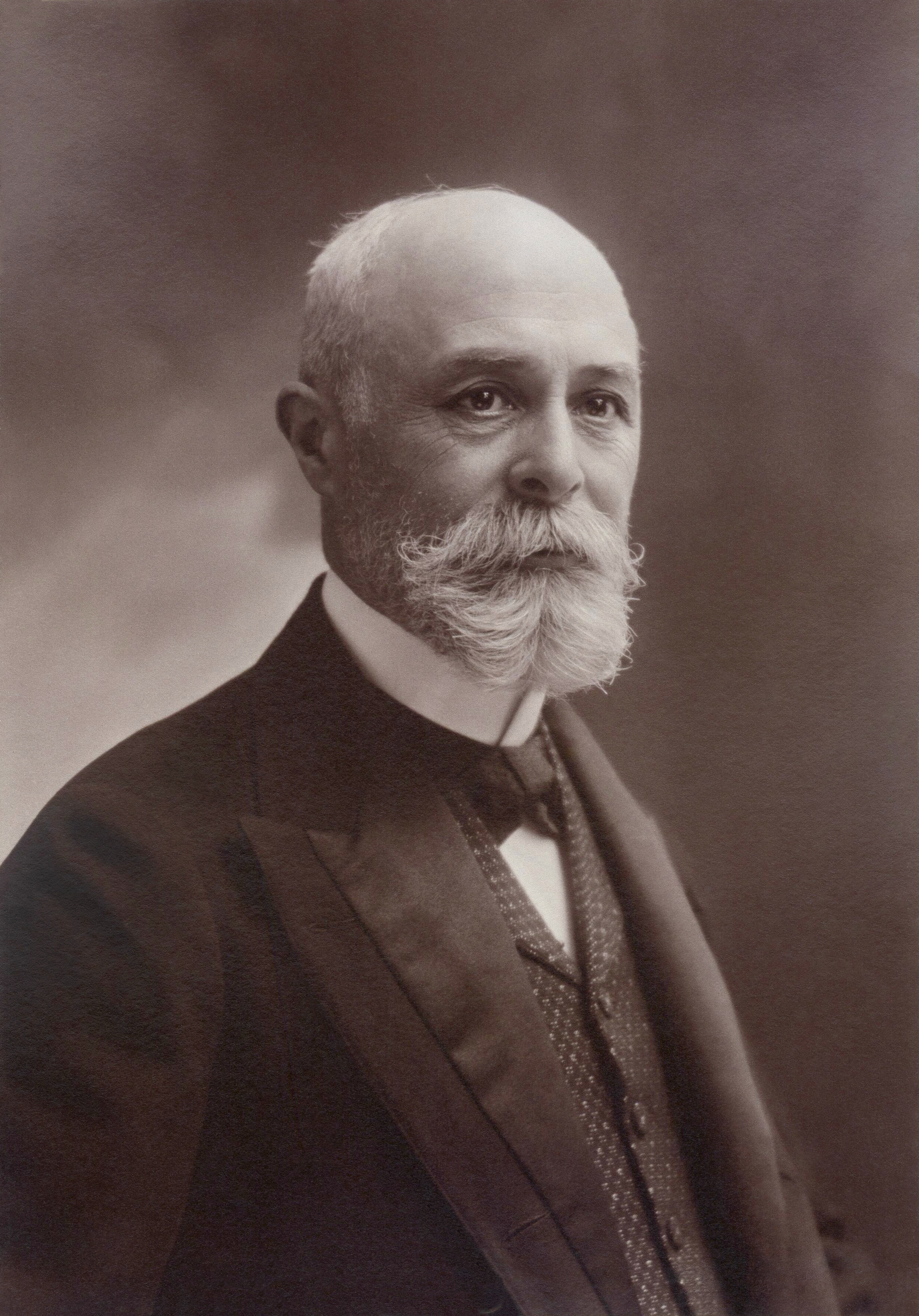
贝可勒尔

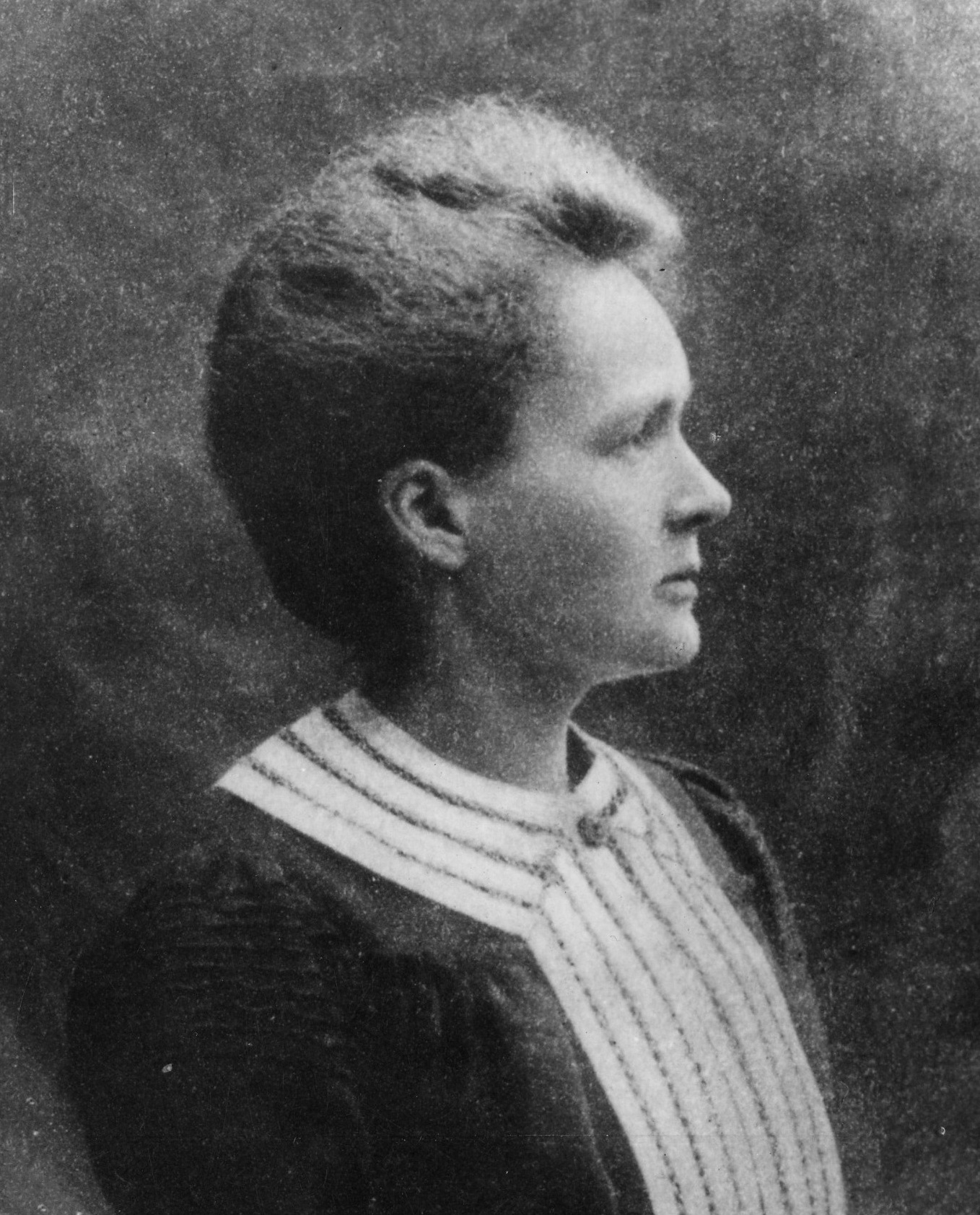
居里夫人

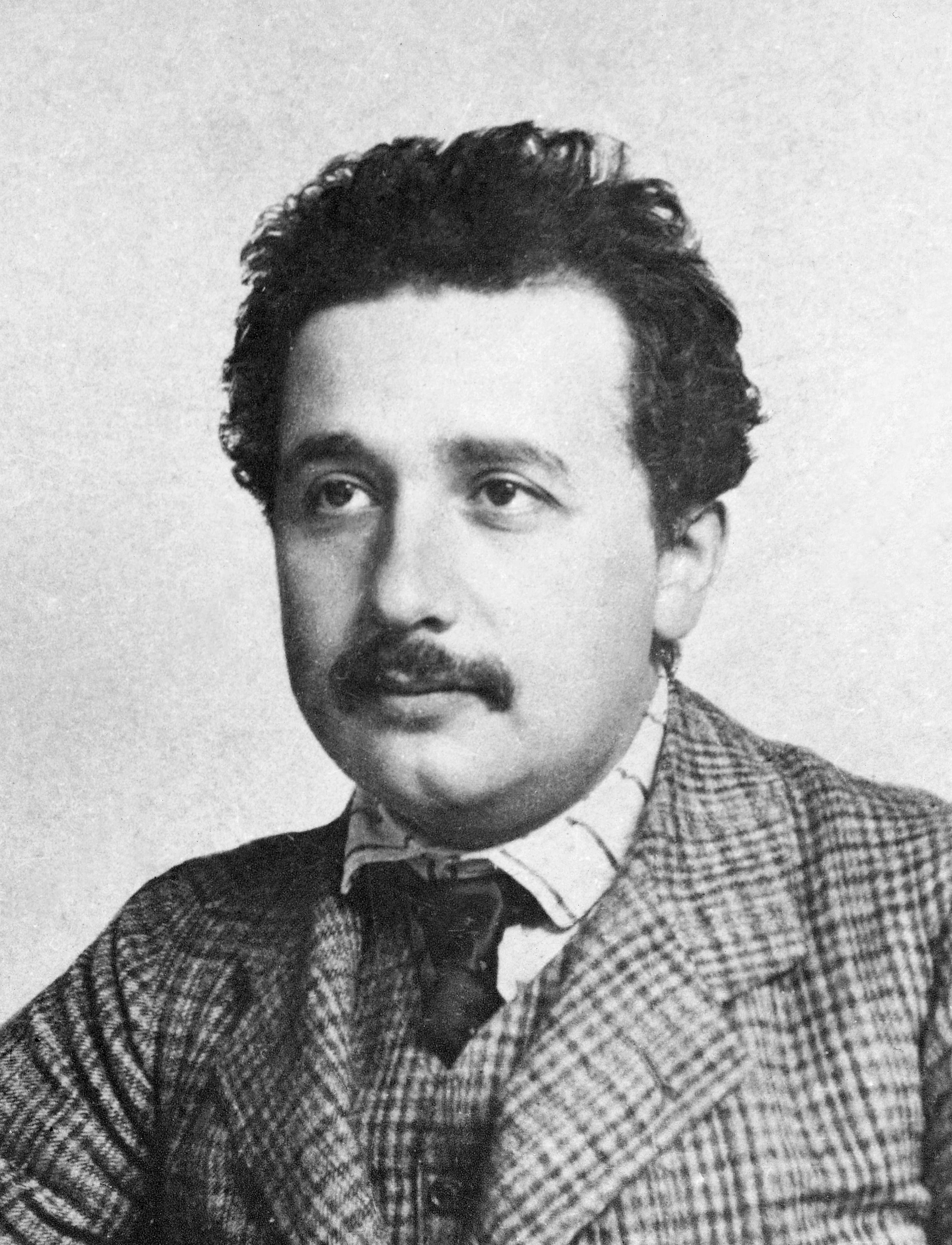
爱因斯坦

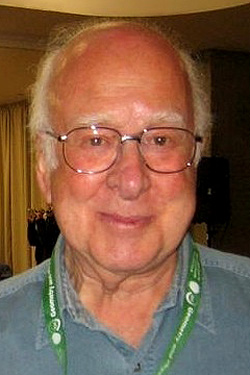
希格斯

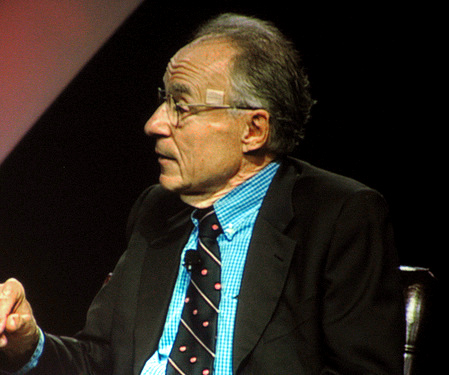
彭齐亚斯

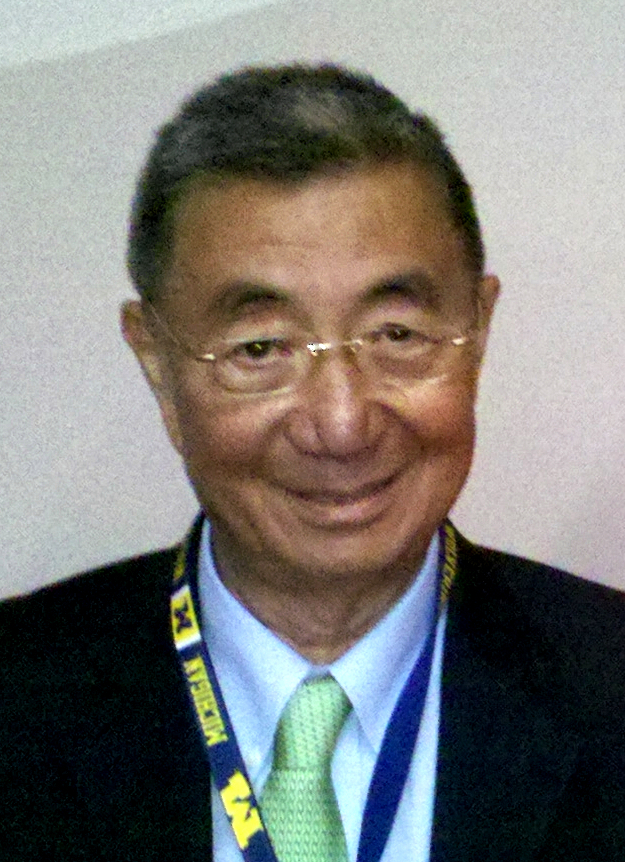
丁肇中

- 遗传信息携带于染色体上 – 沃尔特·萨顿；西奥多·博韦里（均1902年）
- 平流层 – 理查德·阿斯曼（英语：Richard Assmann）；泰塞伦·德·波尔（英语：Léon Teisserenc de Bort）（均1902年）
- 质能方程（仅爱因斯坦给出了公认的解释） – 儒勒·昂利·庞加莱（1900年）；奥林托·德·普莱托（英语：Olinto De Pretto）（1903年）；爱因斯坦（1905年）；保罗·朗之万（1906年）[20]
- 肾上腺素的合成 – 弗里德里希·斯托尔兹（英语：Friedrich Stolz）；亨利·德斯戴尔·达金（英语：Henry Drysdale Dakin）（均1904年）
- 镥 – 乔治·于尔班（英语：Georges Urbain）（法国，1907年）；卡尔·奥尔·冯·威尔斯巴赫（奥地利，1907年）
- 希尔伯特空间表示定理（里斯表示定理） – 弗里杰什·里斯；莫里斯·弗雷歇（均1907年）。此定理是量子力学理论中狄拉克符号的数学根据。
- 斯塔克-爱因斯坦定律（光化学第二定律）（英语：Photoelectrochemical processes#Stark–Einstein law） – 约翰内斯·斯塔克；爱因斯坦（均1908至1913年间）。此定律指出，每吸收一个光子，会产生一次初级化学或物理反应。[21]
- 钱德拉塞卡极限 – 苏布拉马尼扬·钱德拉塞卡；朗道[22]
- 跳频扩频 – 乔纳森·泽内克（英语：Johannes Zenneck）（1908年）；莱昂纳多·丹尼莱维茨（英语：Leonard Danilewicz）（1929年）；Willem Broertjes（英语：Willem Broertjes）[譯名請求]（1929年）；海蒂·拉玛、乔治·安太尔（1942年获美国专利）
- 噬菌体 – 弗雷德里克·图尔特（1915年）；费里斯·代列尔（英语：Félix d'Hérelle）（1917年）
- 转轮密码机（英语：Rotor machine） – 西奥·A·范·亨格尔、R·P·C·斯宾格勒（1915年）；爱德华·赫本（英语：Edward Hebern）（1917年）；亚瑟·谢尔比乌斯（英语：Arthur Scherbius）（恩尼格玛密码机，1918年）；雨果·科赫（英语：Hugo Koch）（1919年）；阿尔维德·格哈德·达姆（英语：Arvid Gerhard Damm）（1919年）
- 有声电影 – 约瑟夫·T·泰克西纳（英语：Joseph Tykociński-Tykociner）（1922年）；李·德富雷斯特（1923年）
- 巴氏涂片检查 – 乔治·帕帕尼古拉乌（1923年）；奥里尔·巴拜士（英语：Aurel Babeș）（罗马尼亚，1927年）[23]
- 「原始汤」理论 – 亚历山大·伊万诺维奇·奥巴林（1924年）；约翰·伯顿·桑德森·霍尔丹
- 磷酸肌酸（英语：Phosphocreatine） – 格雷斯·埃格尔顿、菲利普·埃格尔顿（剑桥大学，1927年）[24]；赛勒斯·费斯克、耶拉普拉伽达·苏巴拉奥（英语：Yellapragada Subbarow）（哈佛医学院，1927年）[25]
- 塔斯基不可定义定理 – 库尔特·哥德尔；阿尔弗雷德·塔斯基
- 自然演绎 – 格哈德·根岑；斯坦尼斯瓦夫·亚希科夫斯基（均1934年）
- 格尔丰德-施奈德定理 – 亚历山大·格尔丰德（1934年）；西奥多·施奈德（1935年）
- 潘洛斯三角 – 奥斯卡·路透斯沃德（英语：Oscar Reutersvärd）（瑞典，1934年）；罗杰·潘洛斯（1950年代）
- 「通用计算机器」（现多称作「图灵机」） – 艾伦·图灵（1936年）；埃米尔·莱昂·珀斯特（英语：Emil Leon Post）（1936年）[26]；斯蒂芬·科尔·克莱尼、阿隆佐·邱奇（1936年）；康拉德·楚泽（1936年）；约翰·文森特·阿塔纳索夫、克利福德·贝里（英语：Clifford Berry）（1937年）[27][28][29]
- 原子弹 – 利奥·西拉德[30]；约瑟夫·罗特布拉特[31]；等人
- 喷气发动机 – 汉斯·冯·奥海恩（1939年）；塞康多·卡皮尼（英语：Secondo Campini）（1940年）；弗兰克·惠特尔（1941年）
- 基于合成生长素的除草剂 – 威廉·G·坦普尔曼及其同事（1941年）；菲利普·纳特曼、杰拉德·桑顿、朱达·夸斯特尔（英语：Juda Quastel）（1942年）；弗兰克林·琼斯（1942年）；以斯拉·克劳斯、约翰·W·米切尔、查尔斯·L·哈姆纳（1943年）[32]
- 脊髓灰质炎（小儿麻痹）疫苗 – 希拉里·科普罗夫斯基；乔纳斯·索尔克；阿尔伯特·沙宾（均1950至1963年间）
- 集成电路 – 杰克·基尔比（1958年）[33]；罗伯特·诺伊斯（半年后）[34][35]
- 希格斯玻色子的模型 – 弗朗索瓦·恩格勒、罗伯特·布绕特；彼得·希格斯；杰拉德·古拉尼、卡尔·哈庚、汤姆·基博尔（均1964年）
- 量子电动力学及重整化 – 厄恩斯特·斯蒂克尔堡；朱利安·施温格；理查德·费曼、朝永振一郎（均1930至1940年代）
- 激微波（激光的前身） – 俄罗斯科学家（1952年）；哥伦比亚大学的科学家（1953年）
- 激光 – 戈登·古尔德（英语：Gordon Gould）（哥伦比亚大学）；贝尔实验室研究人员；亚历山大·米哈伊洛维奇·普罗霍罗夫（俄罗斯）
- 柯氏复杂性（柯尔莫哥洛夫-蔡廷复杂性、描述复杂性） – 雷·索罗门诺夫（英语：Ray Solomonoff）；安德雷·柯尔莫哥洛夫；格里戈里·蔡廷（英语：Gregory Chaitin）（均1960年代）[36]
- 分组交换 – 保罗·巴兰（1960年代早期）；唐纳德·戴维斯（英语：Donald Davies）（几年后）
- 宇宙背景辐射作为宇宙大爆炸的证据 – 阿诺·彭齐亚斯、罗伯特·威尔逊[10]；罗伯特·迪克、吉姆·皮布尔斯
- 單子必由伴隨產生：海因里希·克萊斯利（英语：Heinrich Kleisli）；塞缪尔·艾伦伯格、約翰·柯曼·摩爾（英语：John Coleman Moore）（均1965年，且給出兩個不同的構造）
- CYK算法 – T·卡西米（1965年）；丹尼尔·H·雅戈尔（1967年）；约翰·科克、雅各布·T·施瓦茨（1970年）
- 瓦格纳–菲舍尔算法（英语：Wagner–Fischer algorithm） – 至少被重复发现达六次[37]:43
- 逆转录酶 – 霍华德·马丁·特明；戴维·巴尔的摩（均1970年）
- KMP算法 – 高德纳、沃恩·普拉特；詹姆斯·H·莫里斯
- 紹爾-謝拉赫引理[38]：弗拉基米尔·瓦普尼克和亞歷克塞·澤范蘭傑斯（1971年發表合著）[39]、諾貝特·紹爾（1972年發表）[40]、薩哈龍·謝拉赫（英语：Saharon Shelah）（1972年發表）[41]
- 古克-李文理论（古克定理） – 史提芬·古克（美国，1971年）；利奥尼德·李文（英语：Leonid Levin）（前苏联，1973年）[42]
- 美伐他汀（康百汀、ML-236B）（英语：Mevastatin） – 远藤章（日本）[43]；英国一研究小组[44]。报告均发表于1976年。
- 波伦–皮尔斯音阶（英语：Bohlen–Pierce scale） – 亨氏·波伦（英语：Heinz Bohlen）（1972年）；基斯·范·普鲁金（英语：Kees van Prooijen）（1978年）；约翰·罗宾森·皮尔斯（1984年）
- RSA加密演算法 – 罗纳德·李维斯特、阿迪·萨莫尔、伦纳德·阿德曼（均1977年）；克利福德·柯克斯（英语：Clifford Cocks）（英国政府通信总部，1973年）
- 渐进自由 – 戴维·格娄斯、弗朗克·韦尔切克；休·波利策（均1973年）[45]
- J/ψ介子 – 斯坦福直线加速器中心的研究小组（伯顿·里克特带领）；布鲁克黑文国家实验室的研究小组（丁肇中带领）。两组均于1974年11月11日公布其发现。
- 内啡肽 – 苏格兰；美国（均1975年）
- 椭圆曲线密码学 – 尼尔·科布利茨（英语：Neal Koblitz）；维克托·S·米勒（英语：Victor S. Miller）（均1985年）
- 伊莫曼–塞莱普切尼定理（英语：Immerman–Szelepcsényi theorem） – 尼尔·伊莫曼（英语：Neil Immerman）；罗伯特·塞莱普切尼（英语：Róbert Szelepcsényi）（均1987年）[46]
- 核酶 – 托马斯·切赫；西德尼·奥特曼（均1980年代）
- 单壁碳纳米管及其使用过渡金属催化剂的生产方法 – 唐纳德·S·白求恩；饭岛澄男（均1993年）
- 导电聚合物 – 至少重复发现达四次（1963至1977年间）
- 宇宙加速膨胀 – 索尔·珀尔马特；布莱恩·施密特、亚当·里斯（均1998年）[47]

## 21世纪

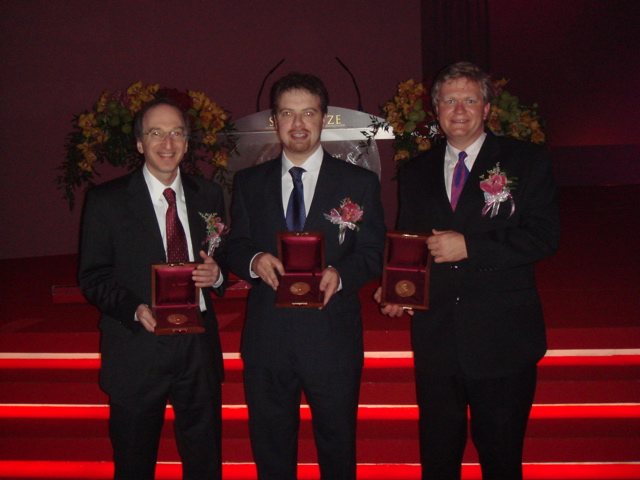
珀尔马特, 里斯, 施密特

- 分布式哈希表 – 四位研究者（均2001年）
- 与希格斯玻色子属性相符的新玻色子 – 超环面仪器；紧凑μ子线圈（均属大型强子对撞机的探测仪器，2012年）

## 名言
— 「某些东西的时机一旦成熟，就会如雨后春笋般在不同的地方涌现。」 鲍耶·法卡斯规劝其子鲍耶·亚诺什尽快宣布非欧几何的发现
引自 Li & Vitanyi， An introduction to Kolmogorov Complexity and Its Applications， 1st ed., p. 83.

### 引用
1. ↑  Robert K. Merton, "Resistance to the Systematic Study of Multiple Discoveries in Science", European Journal of Sociology, 4:237–82, 1963. Reprinted in Robert K. Merton, The Sociology of Science: Theoretical and Empirical Investigations, Chicago, University of Chicago Press,1973, pp. 371–82.  （页面存档备份，存于）
2. ↑  Robert K. Merton, The Sociology of Science, 1973.
3. ↑  A. Rupert Hall, Philosophers at War, New York, Cambridge University Press, 1980.
4. ↑  Robert K. Merton, "Singletons and Multiples in Scientific Discovery: a Chapter in the Sociology of Science", Proceedings of the American Philosophical Society, 105: 470–86, 1961. Reprinted in Robert K. Merton, The Sociology of Science: Theoretical and Empirical Investigations, Chicago, University of Chicago Press, 1973, pp. 343–70.
5. ↑  Robert K. Merton, On Social Structure and Science, p. 307.
6. ↑  "Copernicus seems to have drawn up some notes [on the displacement of good coin from circulation by debased coin] while he was at Olsztyn in 1519.  He made them the basis of a report on the matter, written in German, which he presented to the Prussian Diet held in 1522 at Grudziądz...  He later drew up a revised and enlarged version of his little treatise, this time in Latin, and setting forth a general theory of money, for presentation to the Diet of 1528."  Angus Armitage, The World of Copernicus, 1951, p. 91.
7. ↑  Roger Penrose, The Road to Reality, Vintage Books, 2005, p. 103.
8. ↑  原文："If the semi-diameter of a sphere of the same density as the Sun in the proportion of five hundred to one, and by supposing light to be attracted by the same force in proportion to its [mass] with other bodies, all light emitted from such a body would be made to return towards it, by its own proper gravity."
9. ↑  Alan Ellis, "Black Holes – Part 1 – History", Astronomical Society of Edinburgh, Journal 39, 1999 （页面存档备份，存于）.  A description of Michell's theory of black holes.
10. 1 2  Stephen Hawking, A Brief History of Time, Bantam, 1996, pp. 43-45.
11. ↑  Gauss, Carl Friedrich, "Nachlass: Theoria interpolationis methodo nova tractata", Werke, Band 3, Göttingen, Königliche Gesellschaft der Wissenschaften, 1866, pp. 265–327.
12. ↑  Heideman, M. T., D. H. Johnson, and C. S. Burrus, "Gauss and the history of the fast Fourier transform", Archive for History of Exact Sciences, vol. 34, no. 3 (1985), pp. 265–277.
13. ↑  Roger Penrose, The Road to Reality, Vintage Books, 2005, p. 81.
14. ↑  Halliday et al., Physics, vol. 2, 2002, p. 775.
15. ↑  "Aug. 18, 1868: Helium Discovered During Total Solar Eclipse", http://www.wired.com/thisdayintech/2009/08/dayintech_0818/ （页面存档备份，存于）
16. ↑  Isaac Asimov, Asimov's Biographical Encyclopedia of Science and Technology, p. 933.
17. ↑  "Had Becquerel... not [in 1896] presented his discovery to the Académie des Sciences the day after he made it, credit for the discovery of radioactivity, and even a Nobel Prize, would have gone to Silvanus Thompson."   Robert William Reid, Marie Curie, New York, New American Library, 1974, ISBN 0002115395, pp. 64-65.
18. ↑  "Marie Curie was... beaten in the race to tell of her discovery that thorium gives off rays in the same way as uranium.  Unknown to her, a German, Gerhard Carl Schmidt, had published his finding in Berlin two months earlier."  Robert William Reid, Marie Curie, New York, New American Library, 1974, ISBN 0002115395, p. 65.
19. ↑  N.E. Collinge, The Laws of Indo-European, pp. 149-52.
20. ↑  Barbara Goldsmith, Obsessive Genius: The Inner World of Marie Curie, New York, W.W. Norton, 2005, ISBN 0-393-05137-4, p. 166.
21. ↑  . Encyclopædia Britannica Online.   [2009-11-07]. （原始内容存档于2015-06-09）.
22. ↑  Stephen Hawking, The Brief History of Time,Bantam press(1996), pg:88.
23. ↑  M.J. O'Dowd, E.E. Philipp, The History of Obstetrics & Gynaecology, London, Parthenon Publishing Group, 1994, p. 547.
24. ↑  Eggleton, Philip; Eggleton, Grace Palmer (1927). "The inorganic phosphate and a labile form of organic phosphate in the gastrocnemius of the frog". Biochemical Journal 21 (1): 190–195. PMC 1251888. PMID 16743804.
25. ↑  Fiske, Cyrus H.; Subbarow, Yellapragada (1927). "The nature of the 'inorganic phosphate' in voluntary muscle". Science 65 (1686): 401–403. doi:10.1126/science.65.1686.401. PMID 17807679.
26. ↑  See the "bibliographic notes" at the end of chapter 7 in Hopcroft & Ullman, Introduction to Automata, Languages, and Computation, Addison-Wesley, 1979.
27. ↑  Ralston, Anthony; Meek, Christopher (编),  second: 488–489, 1976, ISBN 0-88405-321-0
28. ↑  Campbell-Kelly, Martin; Aspray, William, , New York: Basic Books: 84, 1996, ISBN 0-465-02989-2.
29. ↑  Jane Smiley, The Man Who Invented the Computer:  The Biography of John Atanasoff, Digital Pioneer, 2010.
30. ↑  Richard Rhodes, The Making of the Atomic Bomb, New York, Simon and Schuster, 1986, ISBN 0671441337, p. 27.
31. ↑  Irwin Abrams website, （页面存档备份，存于）
32. ↑  Troyer, James. . Weed Science. 2001, 49 (2): 290–297. doi:10.1614/0043-1745(2001)049[0290:ITBTMD]2.0.CO;2.
33. ↑  The Chip that Jack Built （页面存档备份，存于）, ca. 2008, HTML, Texas Instruments, retrieved 29 May 2008.
34. ↑  Christophe Lécuyer, Making Silicon Valley: Innovation and the Growth of High Tech, 1930-1970, MIT Press, 2006, ISBN 0262122812, p. 129.
35. ↑  Nobel Web AB, 10 October 2000 The Nobel Prize in Physics 2000 （页面存档备份，存于）, retrieved 29 May 2008.
36. ↑  See Chapter 1.6 in the first edition of Li & Vitanyi, An Introduction to Kolmogorov Complexity and Its Applications, who cite Chaitin (1975): "this definition [of Kolmogorov complexity] was independently proposed about 1965 by A.N. Kolmogorov and me ... Both Kolmogorov and I were then unaware of related proposals made in 1960 by Ray Solomonoff."
37. ↑  Navarro, Gonzalo.  (PDF). ACM Computing Surveys. 2001, 33 (1): 31–88. doi:10.1145/375360.375365. （原始内容存档 (PDF)于2014-10-12）.
38. ↑  斷言獨立的來源有Bollobás, Béla; Radcliff, A.J. . Journal of Combinatorial Theory, Series A. 1995, 72: 189–208. doi:10.1016/0097-3165(95)90060-8.
39. ↑  Vapnik, V. N.; Červonenkis, A. Ja. . Akademija Nauk SSSR. 1971, 16: 264–279. MR 0288823.
40. ↑  Sauer, N. . Journal of Combinatorial Theory. Series A. 1972, 13: 145–147. MR 0307902. doi:10.1016/0097-3165(72)90019-2 .
41. ↑  Shelah, Saharon. . Pacific Journal of Mathematics. 1972, 41: 247–261. MR 0307903. doi:10.2140/pjm.1972.41.247 . （原始内容存档于2013-10-05）.
42. ↑  See Garey & Johnson, Computers and intractability, p. 119.
Cf. also the survey article by Trakhtenbrot (see "External Links").
Levin emigrated to the U.S. in 1978.
43. ↑  Endo, Akira; Kuroda M., Tsujita Y. (December 1976). "ML-236A, ML-236B, and ML-236C, new inhibitors of cholesterogenesis produced by Penicillium citrinium". Journal of Antibiotics (Tokyo), 1976 29(12), 1346–8. doi:10.7164/antibiotics.29.1346. PMID 1010803.
44. ↑  "Crystal and Molecular Structure of Compactin, a New Antifungal Metabolite from Penicillium brevicompactum." Alian G. Brown, Terry C. Smale, Trevor J. King, Rainer Hasenkamp and Ronald H. Thompson. J. Chem. Soc., Perkin Trans. 1, 1976, 1165-1170. DOI:10.1039/P19760001165
45. ↑  D. J. Gross, F. Wilczek,  Ultraviolet behavior of non-abeilan gauge theoreies （页面存档备份，存于）, Phys. Rev. Letters 30 (1973) 1343-1346;
H. D. Politzer,  Reliable perturbative results for strong interactions （页面存档备份，存于）, Phys. Rev. Letters 30 (1973) 1346-1349
46. ↑  See EATCS on the Gödel Prize 1995 的存檔，存档日期2007-08-04..
47. ↑  Paál, G.; Horváth, I.; Lukács, B. Astrophysics and Space Science. 1992, 191: 107. Bibcode:1992Ap&SS.191..107P. doi:10.1007/BF00644200. 缺少或|title=为空 (帮助)
48. ↑  原文："When the time is ripe for certain things, these things appear in different places in the manner of violets coming to light in early spring."

### 书籍
- Armitage, Angus. . New York: Mentor Books. 1951.
- Isaac Asimov, Asimov's Biographical Encyclopedia of Science and Technology, second revised edition, New York, Doubleday, 1982.
- N.E. Collinge. . Amsterdam: John Benjamins. 1985. ISBN 0-915027-75-5. (U.S.),  ISBN 90-272-2102-2 (Europe).
- Michael R. Garey and David S. Johnson. . W.H. Freeman. 1979. ISBN 0-7167-1045-5.
- A. Rupert Hall, Philosophers at War, New York, Cambridge University Press, 1980.
- David Lamb, Multiple Discovery: The Pattern of Scientific Progress, Amersham, Avebury Press, 1984.
- Ming Li and Paul Vitanyi. . New York: Springer-Verlag. 1993. ISBN 0-387-94053-7. (U.S.); ISBN 3-540-94053-7 (Europe).
- Robert K. Merton, The Sociology of Science:  Theoretical and Empirical Investigations, University of Chicago Press, 1973.
- Robert K. Merton, On Social Structure and Science, edited and with an introduction by Piotr Sztompka, University of Chicago Press, 1996.
- Robert William Reid, Marie Curie, New York, New American Library, 1974, ISBN 0002115395.
- Harriet Zuckerman, Scientific Elite:  Nobel Laureates in the United States, Free Press, 1979.